# Чернов, Владимир Иванович
Владимир Иванович Чернов (род. 21 апреля 1962 года) — российский учёный-медик, член-корреспондент РАН (2022).

## Биография
Родился 21 апреля 1962 года.
В 1985 году с отличием окончил лечебный факультет Томского медицинского института.
С 1985 года работал в НИИ кардиологии СО РАМН сначала врачом-радиологом, затем старшим научным сотрудником, с 1998 года — ведущим научным сотрудником (после успешной защиты докторской диссертации).
В 1990 году защитил кандидатскую диссертацию, тема: «Сцинтиграфия миокарда с хлоридом 199 таллия в оценке коронарной перфузии : (Клинико-экспериментальное исследование)».
В 1998 году защитил докторскую диссертацию, тема: «Перфузионная сцинтиграфия миокарда в диагностике и прогностической оценке результатов лечения ишемической болезни сердца : Клинико-экспериментальное исследование».
В 2003 году присвоено учёное звание профессора.
С 2006 года — заведующий отделением радионуклидной диагностики, с 2013 года — заместитель директора по научной работе и инновационной деятельности Томского НИИ онкологии.
С 2016 года — заместитель директора по научной и инновационной работе Томского НИМЦ РАН.
В 2022 году избран членом-корреспондентом РАН от Отделения медицинских наук.

## Научная деятельность
Специалист в области радиологии.
Ведёт исследования в области создания инновационных радиофармпрепаратов (РФП) и методологии радионуклидных исследований в онкологии и кардиологии.
Результатом этих изысканий явилась разработка и внедрение в клиническую практику ряда оригинальных РФП, среди которых уникальный для мировой ядерной медицины 199-таллия хлорид, для диагностики ишемической болезни сердца и злокачественных новообразований. Принимал активное участие в медицинских испытаниях нового поколения генераторов технеция, в результате которых организовано их безотходное производство.
Под его руководством выполнены 18 кандидатских и 4 докторские диссертации.
Автор более 700 печатных работ, из них 33 монографии и глав в монографиях, 167 статей в журналах, рецензируемых в Web of Science или Scopus, является редактором двухтомного «Национального руководства по радионуклидной диагностике».
Имеет 54 патента на изобретения, 5 лицензионных соглашения о предоставлении права использования патентов, патент «Способ получения реагента для приготовления меченного технецием 99-m наноколлоида на основе гамма-оксида алюминия» вошел в «100 лучших изобретений России» за 2014 год.

### Научно-организационная деятельность
- член Ученого совета Томского НИМЦ, член Ученого совета НИИ онкологии Томского НИМЦ;
- заместитель председателя диссертационного совета Д 002.279.02, член диссертационного совета 24.1.215.01 при Томском НИМЦ;
- с 2016 по 2019 годы входил в состав Президиума ВАК, являлся членом рабочей группы по рассмотрению научных предложений по мероприятиям 1.7 и 3.1 государственной программы Российской Федерации «Развитие фармацевтической и медицинской промышленности на 2013—2020 годы»;
- заместитель главного редактора «Сибирского онкологического журнала», член редколлегии журнала «Онкологический журнал: лучевая диагностика, лучевая терапия», член Президиума «Российского межрегионального общества сотрудников ядерной медицины» и председатель Томского отделения этой организации, член «Европейской ассоциации ядерной медицины», входит в состав объединённого ученого совета СО РАН по медицинским наукам (2022).

## Награды
- Премия Европейской академии для молодых ученых (1996)
- Премия Томской области в сфере образования и науки (1998, 2002)
- Премия регионального общественного «Фонда содействия отечественной медицине» (2001, 2004)
- Юбилейная медаль «400 лет городу Томск» (2004)
- Почётная грамота Министерства здравоохранения РФ (2004)
- Премия Томской области в сфере образования, науки, здравоохранения (в составе научного коллектива НИИ онкологии, за 2022 год) — за инновационные разработки в диагностике, лечении и реабилитации больных злокачественными новообразованиями